# Corregidor

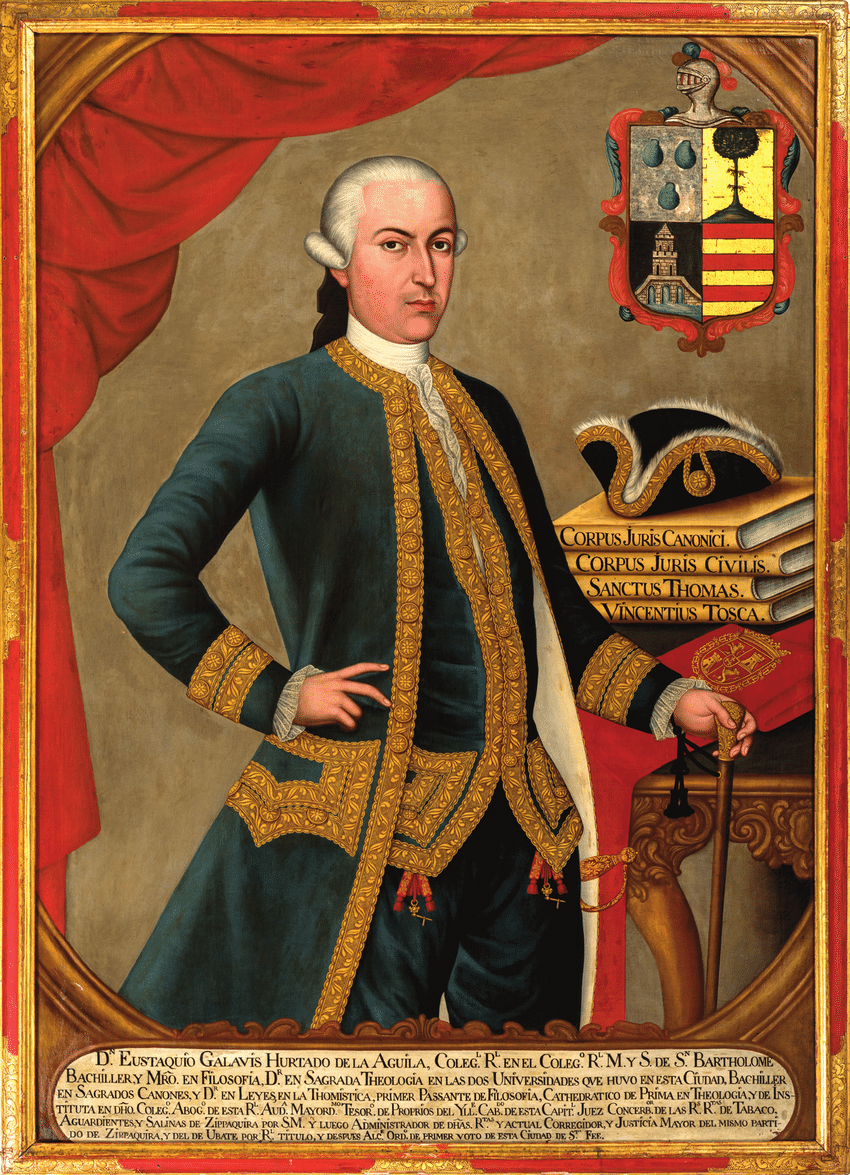
Retrato de Eustaquio Galavís y Hurtado, corregidor de Santa Fe (obra de Joaquín Gutiérrez).

Un corregidor  era un funcionario real del imperio español cuyo oficio comprendía varios ámbitos y emplazamientos, desde el provincial hasta el municipal, siendo el lazo de unión entre estos poderes territoriales y el monarca. Su jurisdicción positiva fue el corregimiento.
Inicialmente se restaura desde las antiguas magistraturas romanas, como un comisario regio itinerante, similar a un Justicia mayor del Rey. En el entorno de la Guerra de Granada las funciones evolucionarán a otras varias ya permanentes: estructurar el gobierno de la Monarquía Hispánica, gestionar el desarrollo económico y administrativo de los municipios, presidir los ayuntamientos, dando validez a sus decisiones, ser juez en primera o segunda instancia, etc. La figura ya era nombrada unos dos siglos antes de su institución generalizada por Isabel I de Castilla entre 1480 y 1500. Los Reyes Católicos utilizaron esta figura como delegado real para terminar con las disputas locales y reforzar su autoridad en villas y ciudades.
El corregidor no era un cargo de tiempo de guerra sino de paz, aunque debía auxiliar en aquel. Además de presidir los ayuntamientos y administrar justicia, entre sus muchas funciones estaban las de promover y ejecutar todo tipo de obra pública, mantener la salubridad y la policía, procurar que los juegos fuesen eutrapélicos, garantizar los abastos de las poblaciones, establecer los precios según los criterios escolásticos de la época (precio mínimo, máximo y medio también llamado el precio Justo), verificar pesas y medidas, evitar el contrabando, las mercancías prohibidas y en general guardar los buenos usos del comercio que incluían la prohibición taxativa de las usuras, todo esto según los criterios de la nominada Escuela de Salamanca y las respectivas leyes. Entre otros, sus auxiliares eran varios tipos de alguaciles y los llamados oficiales del “fiel” (varios antiguos cargos españoles ya existían en Grecia clásica, como los del Fiel).

Que entre las cosas que más convienen al buen Corregidor es que tenga quieta y pacífica su provincia y limpia y expurgada de vicios, que son la enfermedad de ella.
Ulpiano.

Si en la fase de colonización para el descubrimiento y conquista de América se destacará a los adelantados, en la inmediata o de formación de Reinos de Indias este oficial se traslada hasta los nuevos corregimientos. Al igual que en España, los corregidores se denotan hasta el título de “mayor” que estampaban en los documentos y en las ceremonias, indicando las facultades investidas en ellos. De hecho, una fórmula recurrente era nombrarse de esta manera: "Justicia mayor y lugarteniente de capitán general", lo cual significaba que en los territorios donde aquellos ejercían el mando tenían plenos derechos de administrar justicia y comandar fuerzas militares.

## Etimologías
Castillo de Bobadilla enumera variadas etimologías, entre otras: se deriva del latín corrector y de las funciones gubernativas mayores inherentes a los cargos de las diócesis romanas, como en la Diócesis Hispaniarum hará el Pretor romano. Del emperador Constantino dice hay despacho enviado al corregidor de Lucanos y de Brucios. En los oficios de Teodosio se infiere que hubo corregidor de Venecia, Campania y de Tuscia. También lo relacionará con las competencias del los Regidores antiguos, como el Curión o el Decurión. El glosador Acursio lo equipara a Administrador y a un Præses Provinciæ. Baldo llama al Corregidor Visitador y Rodeador general de su ciudad y provincia.

## Historia

### Comisario regio itinerante
Los primeros vestigios documentales modernos son del siglo XIV en las Cortes de Castilla, por las Partidas del rey Alfonso X. María de Portugal designa uno para Salamanca en 1342 y son nominados en el Ordenamiento de Alcalá en 1348:

Y esto consta de las dichas leyes de Ordenamiento que no están recopiladas, en cuanto dicen: Otro sí, que el tal Corregidor, que así enviaremos (en los casos que se debe enviar) sea persona idónea (...). Y en otra ley recopilada se dice así: Pero si se hallare, que por culpa de algunos caballeros o otras personas se movieren escándalos y ruidos y otros males, por causa de lo qual Nos embiaremos Corregidor (...)
Jerónimo Castillo de Bobadilla.

| «Si las trovas demandadas por vuestra gran realeza no van con tal polideza bien bruñidas y limadas, no son cargos ajenos de vuestra merced, Señor, pues a mengua de hombres buenos me fizo Corregidor» — Trova a Fernando II compuesta por Gómez Manrique. Corregidor letrado de Toletum nombrado en 1477 por los Reyes Católicos. |

Volvió a nominarse en documentos de las cortes de León ca. 1387 por Alfonso XI. Con Enrique III en torno a 1393. Por Juan II de Castilla en cortes de Burgos de 1411, y en  Zamora 1432.

### Desarrollo normativo
En 1480 con el Ordenamiento de las Cortes de Toledo, se inaugura la nueva concepción del corregidor, que se convertirá en un oficial permanente de la administración territorial castellana. A partir de ese momento se estableció una red general de corregimientos en la Corona de Castilla que, a partir del primer tercio del siglo XVI, se extendió a las Indias con idénticas competencias, un ámbito de acción territorial más amplio, y con un predominio de las competencias militares y de orden público. La jurisdicción del corregidor se extendería tanto para la población española como para la indígena.
Las Cortes de Toledo sugieren una institución que debía desarrollarse normativamente. El secretario real Alonso del Mármol envío en 1490 unos capítulos a Madrid. A estos capítulos, se añadirán los de una institución estrechamente relacionada con la fiscalización a la que debían someterse al final de su mandato los corregidores, las normas reguladoras del juicio de residencia, lo que produjo un cambio de denominación: Capítulos de Corregidores y jueces de residencia. Alonso del Mármol envió otra instrucción al Consejo Real fechada en 1491, donde se contenía una nueva versión ampliada de los mismos, un borrador que los monarcas enviaron al Consejo, para que tras las correcciones oportunas se enviaran a las ciudades.
Los Reyes Católicos fijan definitivamente el texto en la Real Pragmática de 9 de julio de 1500 con los: Capítulos para corregidores y jueces de residencia. La doctrina no menciona otros Capítulos de corregidores, que los indianos de 1530, y los de 1648.

#### Consejo Supremo de la Corona de Aragón
Con el matrimonio regio de los reyes católicos se reunirán los consejos supremos de las coronas de Aragón y Castilla.

### Institución permanente
Desde 1500 hasta 1516 se habían proveído aproximadamente 82-84 corregimientos permanentes en la corona de Castilla. Ejercían una inspección gubernativa sobre todo lo político y económico en los pueblos del territorio o partido que le estaba asignado.
Había tres tipos de corregidores, designados en función de la naturaleza del corregimiento, y todos tenían las mismas facultades en lo judicial y político:
- Letrados.

Si bien los corregidores no letrados debían oír obligatoriamente el dictamen de los alcaldes mayores, que eran sus asesores en los asuntos contenciosos:
- Políticos o Corregidor de capa y espada.
- Políticos y militares.

### Funciones gobernativas
Las funciones eran las propias de un gobernador con competencias en justicia, policía, hacienda, guerra, comercio y obras públicas. Al corregidor competía exclusivamente la convocatoria y presidencia de los ayuntamientos, donde actuaba como moderador de los debates, reservando su voto de calidad en caso de empate o desacuerdo entre los regidores. Cuidar del cumplimiento de las ordenanzas, si fuera preciso, podía enmendarlas o realizar unas nuevas con el acuerdo del regimiento.

#### Justicia
Las genuinas competencias del corregidor fueron las referidas a la administración de justicia, este magistrado ejercía jurisdicción civil y criminal a nivel regio, conocían la primera instancia y apelación en todas las causas, eran propiamente dichos veedores del rey, estando obligados a visitar, al menos una vez, todos los lugares habitados de su corregimiento. Dotados del mero e mixto imperio, asumían la jurisdicción del municipio quedando los alcaldes ordinarios subordinados a su actuación.

#### Policía
Mantener el orden público del municipio persiguiendo los delitos, protección de la moralidad e impedir los juegos prohibidos, además de vigilar campos, caminos, ventas y bodegas tenían a su cargo la custodia de los puertos y aduanas de su corregimiento para que no se sacasen cosas vedadas, como caballos o moneda.

#### Hacienda
Fiscalización de la hacienda municipal frente a las apetencias de la oligarquía ciudadana. Debía tomar las cuotas de propios y los repartimientos, vigilar que los nobles no arrendaran las rentas de los propios y que los repartimientos y derramas no sobrepasaran lo permitido por las leyes del reino, a ello se añadía el control de las rentas municipales. Otra importante función era efectuar censos detallados de población:

Al Doctor Diego González de Yepes, Corregidor y justicia mayor en la ciudad de León y su tierra y jurisdicción (...) lo otro que en cada un lugar y Concejo nombréis como tenéis de costumbre uno o dos empadronadores y otros tantos cogedores, y los empadronadores hagan padrón a calle hita de todos los vezinos de cada lugar y colación, declarándolos todos es esta manera, el Hidalgo por hidalgo, el pechero por pechero, y los clérigos, viudas, huérfanos y mozos de soldada, declarando el estado de cada uno, porque en dicha moneda forera han de contribuir todos, excepto los hijosdalgo, clérigos y personas que tuvieren cartas executorias y privilegios de su hidalguía que estén asentados en los libros de su majestad de lo salvado. Y los dichos empadronadores han de tener fechos y acabados los dichos padrones para el primero día del mes de febrero de 1596, y signado de escribano público el dicho padrón lo entregareis a los dichos cogedores que ansi oviederes nombrado, que han de ser personas llanas y abonadas, los quales han de tener cobrado lo que montare el dicho padrón para 15 de julio del año venidero 1596, para que acudáis con ello a la persona que por su majestad lo oviere de ver. Y os mando y apercibo así lo hagáis y cumpláis so penas contenidas en la dicha real provisión, y del interés y daño que por vuestra negligencia y descuido y no lo hacer como se os manda se siguiere y sucediere , y además cincuenta mil maravedis para la cámara de su majestad (...).
Dado en León a 1595, signado por un escribano de Felipe II.

#### Guerra
Para prevenir las luchas de bandería no debía consentir dentro de su jurisdicción la construcción de casas fuertes sin permiso real, como sucedía en las guerras de bandos. Un título militar comúnmente asociado al corregidor y característico suyo era el de Capitán a Guerra.

#### Comercio y abastecimiento
Debían procurar el abastecimiento de la ciudad y la vigilancia sobre los precios.

#### Obras públicas
Efectuar todo tipo de obras públicas de nueva construcción, conservación y mantenimiento de lo existente, licencias de urbanismo. Asimismo, controlar que las mismas se hicieran con los presupuestos de costes razonados y votados en el seno del concejo.

### Oficiales del corregidor
Estaban auxiliados por Tenientes de corregidor, Alcaldes, alguaciles y de otros oficiales, como los escribanos y los oficios llamados del Fiel: Fiel mayor, Fiel cogedor, Fiel de fechos, Fiel de lides, Fiel de romana, Fiel ejecutor, Fiel medidor, Fiel almotacen.

### Costes de funcionamiento
Los costes del funcionamiento de las instituciones implicadas, eran pagados por los concejos y a su vez, todo era supervisado y controlado por otros célebres cargos, los veedores del rey (Inspectatur), también denominados visitadores y popularmente "visitas", estos evaluaban la gestión del corregidor durante su mandato y su observancia de lo dispuesto por las leyes.

### El corregidor en América
Desde que se instituyó el cargo de corregidor americano (siglo XVI), comenzaron a cumplir diversas funciones: eran representantes del rey en las provincias, tenían intervención en asuntos judiciales y debían proporcionar ayuda militar a los españoles cuando fuera necesario. El corregidor debía poner orden y hacer respetar la autoridad del cabildo (corregimientos de ciudades), al cual presidía y en caso de paridad definía la votación haciendo valer más eficazmente la justicia real, aunque no desplazó de la judicatura municipal a los alcaldes. No se hacía cargo de las causas que eran de su competencia, aunque ejercía control de la administración de justicia por parte de estos jueces legos que procedían de un círculo personal determinado y podían ser parciales en sus fallos. También fueron conocidos como Alcaldes Mayores o Justicias Mayores. Luego fue puesto al frente de territorios indígenas (corregimientos indígenas) debiendo ofrecerles protección, y atender las demandas de los nativos, evitando que llegaran a las audiencias indianas.
Sin embargo, está institución llegó a ser muy odiada entre los americanos por la fuerte corrupción que poseían. Esto fue en gran parte por un problema accidental del sistema de la institución, el cual era que el oficio de corregidor era vendido a un precio que era mayor a los sueldos percibidos. Aquello impulsó a varios corregidores a que extrajeran la mayor cantidad posible de excedentes económicos de las economías locales, para así compensar las perdidas que generaba su oficio. Lo que se hizo mayormente a través del Repartimiento de mercancías. Así, llegaban a las colonias dispuestos a hacer fortuna a cualquier precio en el más corto plazo, no encontrando mejor camino para lograrlo que explotar sin piedad a los indígenas. Su tarea más importante era la de recaudar tributos y organizar el envío de mitayos a los lugares de trabajo, siendo secundados en esa tarea por los caciques. Al ser un funcionario real, el corregidor recibía un sueldo que estaba vinculado a la capacidad impositiva de la provincia en que residía, no estándole permitido practicar actividades comerciales ni poseer ningún otro tipo de actividad privada. Como pronto se evidenció que los sueldos eran muy bajos para disponer de personal eficiente en ese cargo, los gobiernos coloniales se vieron obligados a permitirles el repartimiento o reparto de efectos, que les otorgaba el monopolio exclusivo del comercio con los indígenas.
Tal exacción fue establecida legalmente en 1754. Desde entonces, los corregidores impusieron a los indígenas de su jurisdicción una cantidad determinada de mercancías (sin importar cuanta utilidad pudieran brindarles), que estos estaban obligados a pagar forzosamente.  Si bien el arancel establecía que debía imponerse sólo a los campesinos indígenas, con la rápida expansión del volumen repartido en los años siguientes todos los sectores populares pauperizados de las provincias fueron afectados por el reparto de efectos. Por eso, cholos, zambos, mestizos, negros, mulatos y criollos pobres además de los indios, debieron soportar crecientes cuotas de reparto sobre sus espaldas. Tal institución pronto derivó en abusos muchas veces intolerables, al no tener freno la codicia de los corregidores, puesto que distribuían la mercancía, disponían de la fuerza pública necesaria para cobrar las deudas, y eran los jueces que trataban las quejas de los indígenas. De hecho, entre 1754 y 1780 se llegó a triplicar el volumen del reparto inicial fijado legalmente en el arancel.
De manera que, después de abastecerse en Lima gracias a la burguesía comercial, la que primero les proporcionaba fondos para comprar su cargo y luego adelantos de dinero o las mercaderías que serían repartidas a precios elevados, los corregidores asignaban a cada indígena los objetos que les parecían convenientes, no importándoles ni que los objetos repartidos estuvieran cotizados a precios exorbitantes y les fueran completamente inútiles, ni que la cantidad repartida fuera mayor que la que podían pagar. Entre los artículos incluidos en el reparto de efectos estaban las mulas, la ropa de la tierra, los paños de Quito, el terciopelo, tafetán, medias de seda, espejos, candados, navajas de afeitar, plumas, papel, barajas o naipes, libros, encajes, cintas, productos de Castilla, mulas, coca, hierro y herramientas.
En muchos distritos de las colonias españolas, se produjeron notorios enfrentamientos con los corregidores, funcionarios generalmente venales, insolentes y atropelladores, frecuentemente endeudados con la corona en los principales impuestos que recaudaban y haciendo gala de su poder gracias a las tropas milicianas bajo su mando.
A su vez, se sabe que en varios corregimientos se desarrollaron redes de Nepotismo para favorecer a muchas familias (usualmente de la Nobleza indígena y españoles ricos) en varias disputas legales, en perjuicio del Pueblo llano, y en el peor de los casos, poniendo en conflicto a las clases altas, sobre todo a caciques y burgueses criollos (usurpando las haciendas de un grupo para entregarlas a otros, a cambio de sobornos).
Sin embargo, también se reportó múltiples casos de corregidores buenos en su oficio que llegaban a atender los problemas sociales de los indios (a través de nobles y cabildos, sean criollos o indios, preocupados por sus súbditos, así como del clero católico, mayormente jesuita), siendo mencionados en la retórica popular de la época con las proclamas de Viva el rey, muera el mal gobierno, exigiendo mayor supervisión del rey para que haya más de estos corregidores que correspondían a su misión de velar por la justicia. Finalmente, durante las Reformas borbónicas, se les reemplazaría por el Intendente, mucho más controlado por la Corona.

### Nueva planta
Álvarez de Toledo creó en 1691 superintendentes de Hacienda en las 21 provincias de Castilla. Al comisariado de los Missi Carolingios y los Bailío itinerantes sucedió la similar figura del corregidor francés «enquêteurs-reformateurs» o «reformateur» que fue reemplazada en Francia durante el siglo XVI por la del intendente. Con el advenimiento de los Borbones en España se trasladó junto a la administración por Intendencias, en el ámbito más local entraron en funciones los subdelegados, similar al teniente de corregidor. Tras la guerra de sucesión y con Felipe V se crearon entre 1716-1718 doce corregimientos sobre las veguerías del Principado de Cataluña que habrían de gobernarse por un corregidor y sus tenientes o por un alcalde mayor, entrando en plenas funciones en 1720.
A mediados del siglo XVIII se unió el cargo de intendencia a los corregimientos de las capitales de provincia, también con competencias en justicia, policía, hacienda y guerra, y con dependencia inmediata de los respectivos tribunales superiores. Esto produjo un conflicto jurisdiccional al solaparse o confundirse las competencias del intendente con las del corregidor.
Campomanes advirtió al rey de estos inconvenientes y oídos los consejos Carlos III resolvió separar los corregimientos de las intendencias en 1766, encargándose a los corregidores de justicia y policía y a los intendentes de hacienda y guerra; (leyes 24 y 26, tít. 11, lib. 7 Nov. Recop) Con la instrucción taxativa de que no se interfiriesen los ámbitos. Donde ya estaban nombrados subsistieron ambos destinos, como en las ciudades de Murcia, Burgos, Valladolid, Guadalajara y Zaragoza, aunque todos debían observar la instrucción regia.

(...) Y habiéndose publicado en el mi Consejo esta Real Resolución en siete de este mes, acordó su cumplimiento, y para ello expedir esta mi Cédula: Por la qual mando a los del mi Consejo, Presidente, y Oídores de las mis Audiencias, Alcaldes y Alguaciles de la mi Casa, Corte y Chancillerías, Asistente, Gobernadores, Corregidores, Intendentes, Alcaldes Mayores y Ordinarios, y a otros qualesquier mis Jueces y Justicias, vean mi Real Resolución, que queda citada, y cada uno en la parte que le toque la guarden y cumplan en todo y por todo, como en ella se contiene, sin contravenirla, permitir, ni dar lugar a que se contravenga en manera alguna (...)
 Real cédula de 13 noviembre 1766. Nicolás Manzano y Marañón. Juan de Peñuelas.

### Edad Contemporánea
Al instaurarse el constitucionalismo del s XIX, los corregidores al estilo del Antiguo Régimen desaparecen y sus atribuciones en la nueva monarquía constitucional  pasan a desempeñarlas las figuras del alcalde, el gobernador provincial y el juez de primera instancia. Con el triunfo del alzamiento de Riego, Fernando VII se ve obligado a acatar la Constitución de 1812. 
Durante la minoría de edad de Isabel II se establecerá la regencia de María Cristina de Borbón (1833-1840). Francisco Cea Bermúdez aprueba la división provincial de 1833 de Javier de Burgos. En 1834 se suprime definitivamente el Consejo de Castilla, del que dependía toda la estructura administrativa del estado. Durante la regencia, 1833-1840, se remodelan los oficios públicos de ayuntamientos, que afectarán al cargo de corregidor y demás oficiales, mediante el Real decreto para el arreglo provisional de los ayuntamientos del reino publicado por Juan Álvarez Guerra se anuncia:

En Madrid y demás capitales o ciudades en que el Gobierno lo estime conveniente habrá un corregidor nombrado por S.M. que será presidente del ayuntamiento.
Artículo I, 23 de julio 1835.

Esto dará lugar al sincretismo alcalde-corregidor, como lo fueron Joaquín Vizcaíno y otros en las principales ciudades. Finalmente solo se denominarán Alcaldes, con las funciones propias que hoy se les conocen y que antaño lo fueron del corregidor y del alcalde mayor.

## Corregimientos de frontera
Algunos Corregimientos históricos llamados de frontera, con jurisdicción en puerto de mar:
| - Murcia - Cartagena - Almería - Moxacar - Vera - Málaga - Vélez Málaga - Gibraltar - Xerez de la Frontera - Cádiz | - Puerto Real - La Gran Canaria - Tenerife - La Palma - Bilbao - Las cuatro Villas de la Costa de la mar: - Laredo - Santander - Castro Urdiales - San Vicente de la Barquera | - Guipúzcoa - La Coruña y Betanzos - Vayona - Logroño - Principado de Asturias - Vivero - Granada, Motril y Almuñécar - Salobreña - Alpujarras, Adra y Verja - Ronda - Marbella y Estepona |